# Estação Zolotaia Niva
Zolotaia Niva (em russo:  Золотая Нива) é uma estação terminal da linha Dzerjinskaia (Linha 2) do Metro de Novosibirsk, na Rússia. Estação «Zolotaia Niva» está localizada após a estação «Beriosovaia Roshcha».